# Luke Arnold
Luke Arnold, né le 31 mai 1984, est un acteur australien.

## Biographie
Arnold est né à Adélaïde, en Australie du Sud, où il est allé à l'école primaire jusqu'à ce que sa famille déménage à Sydney. Il s'installe à Queensland pour ses deux dernières années de lycée, à Sunshine Beach High School, sur la Sunshine Coast.
À l'âge de 18 ans, il travaille comme assistant maître d'épée (swordmaster) pour le film Peter Pan (2003). Il est diplômé de la Western Australian Academy of Performing Arts en 2006 et fait ses débuts au cinéma comme acteur principal dans Broken Hill en 2009.

## Carrière

### Acteur
Il commence sa carrière d'acteur en jouant des petits rôles dans des séries comme McLeod's Daughters (2007), Rush (2009), City Homicide : L'Enfer du Crime (2011) ou encore dans Winners & Losers (2012).
En 2014, il interprète l'un des premiers rôle phare de sa carrière, celui de Michael Hutchence, le chanteur des INXS dans la mini-série INXS: Never Tear Us Apart,. À la suite de cela, il interprète jusqu'en 2017 le rôle du charismatique pirate John Silver, dans la série Black Sails diffusée sur la chaîne Starz (USA), un autre des rôles les plus importants de sa carrière.
Il joue en 2016 trois rôles: John dans le court-métrage Waste of Time, Franko dans la série Rush Hour (saison 1, épisode 7 "Badass Cop") puis Karl dans la série MacGyver (saison 1, épisode 10 "Pliers").
De 2017 à 2018, il prête sa voix au personnage "Numéro Six" dans la série animée Stretch Armstrong et les Flex Fighters. Il joue aussi le rôle d'Owen Nilsson dans la série Glitch, jusqu'en 2019.
En 2018, il joue plusieurs rôles, dont celui d'Alan dans l'épisode "One Day More" (saison 2, épisode 22) de la série L'Arme Fatale; de Bass Sheperd dans la série Salvation; et Mike McCluskie dans le film Deadman Standing.
En 2020, il obtient le rôle de Josh dans la série The End et celui de l'ami d'université de Jasmine Dealany, Lewis Hayes, dans la série australienne Summer Bay. L'année suivante, il interprète Fig dans la série Peppers.

### Écrivain
Luke Arnold est l'auteur de la série The Last Smile in Sunder City, qui suit les aventures de Fetch Phillips dans un monde à la fois moderne et magique. Le premier roman, The Last Smile in Sunder City, est publié en février 2020 chez les éditions Orbit. La suite, Dead Man in a Ditch, sort en Septembre 2020 chez le même éditeur.

## Filmographie

### Films
| Année | Titre                   | Rôle                    | Notes           |
| ----- | ----------------------- | ----------------------- | --------------- |
| 2017  | Hyde Park               | Mike McCluskie          |                 |
| 2017  | The Girl with the Curls | Douglas Fairbanks       | Post-production |
| 2017  | Half Magic              | Freedom                 |                 |
| 2016  | Waste of Time           | John                    | Court-métrage   |
| 2014  | Teenage Kicks           | Tomi                    | Annoncé         |
| 2013  | Murder in the Dark      | Kevin                   |                 |
| 2013  | How to Be a Man         | Assistant De Production |                 |
| 2012  | Loaded                  | Sammy                   | Court-métrage   |
| 2011  | Dealing with Destiny    | Blake                   |                 |
| 2011  | The Tunnel              | Jim 'Tangles' Williams  |                 |
| 2010  | Lettres to Sally        | Tim/Damian              | Court-métrage   |
| 2009  | Broken Hill             | Tommy McAlpine          |                 |
| 2006  | One Perfect Day         | Courte vidéo            |                 |
| 2003  | Peter Pan               | Cascades                |                 |

### Télévision
| Année | Titre                               | Rôle                    | Notes                 |
| ----- | ----------------------------------- | ----------------------- | --------------------- |
| 2017  | Glitch                              | Owen                    |                       |
| 2016  | Rush Hour                           | Franko                  | Saison 1, Épisode 7   |
| 2016  | MacGyver                            | Karl                    | Saison 1, Épisode 10  |
| 2014  | Black Sails                         | John Silver             | 38 épisodes           |
| 2014  | INXS: Never Tear Us Apart           | Michael Hutchence       | 2 épisodes Mini-série |
| 2012  | Winners & Losers                    | Lachie Clarke           | 6 épisodes            |
| 2012  | Lowdown                             | Leon                    | Saison 2, Épisode 3   |
| 2012  | Event Zéro                          | Tully                   | Saison 1, Épisode 3   |
| 2011  | Twentysomething                     | Routard #1              | Saison 1, Épisode 2   |
| 2011  | City Homicide : L'Enfer du crime    | Drew Preston            | Saison 5, Épisode 4   |
| 2011  | Panic at Rock Island                | Tyson                   | Téléfilm              |
| 2010  | The Pacific                         | Augie                   | Saison 1, Épisode 4   |
| 2009  | Rush                                | Le Gendarme Elliot Ryan | 2 épisodes            |
| 2009  | Rescue : Unité Spéciale             | Rick Jones              | 2 épisodes            |
| 2008  | Son Altesse Alex                    | Jago                    | 4 épisodes            |
| 2008  | CIB : Criminal Investigation Bureau | Muz                     | Saison 1, Épisode 7   |
| 2007  | McLeod's Daughters                  | Rhys Plaidy             | Saison 7, Épisode 26  |

## Récompenses
En 2015, pour son rôle dans INXS: Never Tear Us Apart, Luke Arnold remporte le Logie Award du Meilleur Acteur.